# Cathédrale Notre-Dame-du-Rosaire de Paraná
Cette  cathédrale n’est pas la seule cathédrale Notre-Dame-du-Rosaire.
La cathédrale de Paraná est la plus importante église de la ville de Paraná en Argentine, capitale de la province d'Entre Ríos, et le siège de son archevêché. Son architecture est typique du style éclectique en honneur à la fin du XIXe siècle, tant en Argentine qu'en Europe.
La cathédrale, qui est l'œuvre la plus importante de Juan Bautista Arnaldi, fut réalisée en 1882. Cet architecte faisait partie du groupe d'architectes qui créèrent l'architecture monumentale argentine, dite des années 1880 (Generación del 80).
Elle illustre le goût éclectique de l'époque, c'est-à-dire le mélange d'éléments d'anciens et de styles sans rapport historique.

## Un peu d'histoire
L'édifice actuel est le quatrième que l'on construisit sur le site. Les trois premières constructions avaient été successivement édifiées en 1732, 1753 à 1756, puis en 1807.
Le dernier édifice, mieux construit que les précédents, fut démoli en 1882 pour laisser la place à l'édifice actuel. Ainsi la cathédrale fut-elle inaugurée dès 1885 et consacrée un dimanche d'octobre, jour de la fête de la Vierge du Rosaire, patronne de la ville de Paraná.

## Description
Sa façade est de style Renaissance, ses coupoles sont byzantines. Elle a six colonnes corinthiennes, couronnées de feuilles d'acanthe. Elle possède trois portes dont la principale est située au centre de la façade, entre les deux autres. Le clocher compte quatre cloches, dont la plus grande fut fondue dans la demeure même du général président Justo José de Urquiza, grâce aux dons des croyants d'objets en or et en argent. Les trois autres furent amenées depuis les missions guaranies.
L'enceinte est ornée de 92 colonnes dont les principales sont en marbre de Carrare. À droite du presbytère se trouve le musée historique de la cathédrale, possédant des pièces de grande valeur.
La cathédrale de Paraná fut déclarée Monument historique national par un décret du 4 février 1942.

## L'archidiocèse de Paraná
Le diocèse de Paraná fut élevé au rang d'archidiocèse en 1934, par le pape Pie XI. La cathédrale est donc le centre de la province ecclésiastique de Paraná. Celle-ci comprend les diocèses suivants :
- archidiocèse de Paraná (dirigé de 1962 à 1986 par Adolfo Servando Tortolo, qui fut également évêque des Forces armées argentines de 1975 à 1982) ;
- diocèse de Concordia ;
- diocèse de Gualeguaychú.